# Себастьян Мочигемба
Себастьян Мочигемба — львівський будівничий другої половини XVI століття.

## Біографія
Член львівського цеху будівничих. У 1582—1586 роках належав до старійшин цеху. У 1574—1575 роках відбувалась реконструкція міського арсеналу після пожежі 1571 року. Роботи проводились за участі будівничих Павла (можливо, Павла Щасливого), Гануша та Себастьяна. Останнім міг бути Себастьян Мочигемба. 1576 року спільно із Себастьяном Носеком був задіяний у роботах із підготовки прийому Стефана Баторія у Львові.
1581 року працював у Львові спільно із Себастьяном Чесеком і Мартином Штучним над спорудженням дому єврея Мошка та ризниці попереднього монастиря бернардинців. Відомо про угоду від того ж року, укладену магістратом із Себастьяном Мочигембою та Себастьяном Чесеком про будівництво і засклеплення «кам'яної водяної скрині» (ймовірно, басейну) при міській лазні. Посередині мав стояти стовп зі статуєю лева, а краї «скрині» планувалось оздобити гзимсами та візерунками. Для будівництва уживано матеріал із голосківських каменоломень.
1582 року вимурував із каменю та цегли людвисарню (ливарну майстерню) між мурами Галицької брами, на відрізку до міського арсеналу (людвисарня існувала довго і відома тим, що від 1750 року у ній працював ливарник Федір Полянський). Тоді ж невідомий з імені Себастьян, ймовірно Мочигемба разом із чотирма помічниками виготовив кам'яні двері для Галицької брами. Того ж року у Мочигемби числяться двоє учнів — Шимон Клімас і Станіслав Борсукович.